# Michael’s Grave
Michael’s Grave (auch St Michael’s Grave) ist der Rest eines Clyde Tombs an der Nordwestküste der Isle of Bute in Bute in Schottland. Die Megalithanlage liegt in der Nähe des Buttock Point, an der Kante einer Terrasse, 500 m südlich der Kilmichael Farm. Der Hügel wurde durch Pflügen stark reduziert und misst nur noch 10,5 × 7,2 m und ist weniger als einen Meter hoch.
Der Rest der Galerie aus zwei Kammern ist 4,9 m lang und 0,9 bis 1,5 m hoch. Die Kammern sind aufgrund der Neigung des Geländes voll von Schlamm und Schutt. Die 1903 erfolgte Ausgrabung zeigte, dass der Kammerboden mit einer Schicht schwarzer Erde und Holzkohle bedeckt war. 
Die Funde bestanden aus Scherben schmuckloser Keramik und einem Klumpen Pechstein. Weitere Funde wie Scherben, Feuersteinabschläge, Fragmente von verbrannten menschlichen Knochen, der Zahn eines Schweins und Rinderknochen gingen verloren.